# Sudáfrica en los Juegos Paralímpicos de París 2024
Sudáfrica estuvo representada en los Juegos Paralímpicos de París 2024 por un total de 32 deportistas, 18 hombres y 14 mujeres.

## Medallistas
El equipo paralímpico sudafricano obtuvo las siguientes medallas:
| Nombre                        | Deporte                  | Evento                    |
| ----------------------------- | ------------------------ | ------------------------- |
| Oro                           |                          |                           |
| Mpumelelo Mhlongo             | Atletismo                | 100 m T44 masculino       |
| Simoné Kruger                 | Atletismo                | Disco F38 femenino        |
| Plata                         |                          |                           |
| —                             |                          |                           |
| Bronce                        |                          |                           |
| Louzanne Coetzee              | Atletismo                | 1500 m T11 femenino       |
| Mpumelelo Mhlongo             | Atletismo                | 200 m T64 masculino       |
| Pieter du Preez               | Ciclismo en ruta         | Contrarreloj H1 masculino |
| Donald Ramphadi Lucas Sithole | Tenis en silla de ruedas | Quad dobles mixto         |